# Funcom
Funcom är ett norskt börsnoterat (Nasdaq Nordic: FUNCOM) företag som utvecklar datorspel. Företaget grundades år 1993, och är bland annat känt för MMORPG-spel som Anarchy Online, Age of Conan: Hyborian Adventures och The Secret World.
Spelföretaget har utvecklingsenheter i Oslo, Norge och Durham, North Carolina. Funcom har sedan 2019 sitt legala säte i Norge, från tidigare Nederländerna.
Funcom grundade under 2018 samriskföretaget Heroic Signature tillsammans med Cabinet Group LLC. Samriskföretaget håller de interaktiva rättigheterna till bland annat Conan the Barbarian, Mutant Chronicles, Mutant Year Zero och Solomon Kane.

## Spel
| Titel                               | Release          | Genre                            | Plattformar                  | Anteckningar                                                      |
| ----------------------------------- | ---------------- | -------------------------------- | ---------------------------- | ----------------------------------------------------------------- |
| A Dinosaur's Tale                   | 1994             | Äventyrsspel                     | Mega Drive/Genesis           |                                                                   |
| Daze Before Christmas               | 1994             | Actionspel                       | Mega Drive/Genesis, SNES     |                                                                   |
| Fatal Fury Special                  | 1995             | Fightingspel                     | Mega-CD                      | Portat av Funcom                                                  |
| Samurai Shodown                     | 1995             | Fightingspel                     | Mega-CD                      | Portat av Funcom                                                  |
| Disney's Pocahontas                 | 1996             | Äventyrsspel                     | Mega Drive/Genesis           |                                                                   |
| Nightmare Circus                    | 1996             | Actionspel                       | Mega Drive/Genesis           |                                                                   |
| Winter Gold                         | 1996             | Sportspel                        | SNES                         |                                                                   |
| Dragonheart: Fire & Steel           | 1996             | Actionspel                       | PC, Playstation, Sega Saturn |                                                                   |
| Impact Racing                       | 1996             | Racingspel                       | Playstation, Sega Saturn     | Utvecklat av Funcom Dublin                                        |
| Casper                              | 1996             | Pusselspel Äventyrsspel          | Sega Saturn                  |                                                                   |
| NBA Hangtime                        | 1997             | Sportspel                        | Mega Drive/Genesis           |                                                                   |
| Speed Freaks                        | 1999             | Racingspel                       | Playstation                  | Utvecklat av Funcom Dublin                                        |
| The Longest Journey                 | 1999             | Äventyrsspel                     | PC                           |                                                                   |
| CMX                                 | 1999             | Racingspel                       | Playstation                  | Utvecklat av Funcom Dublin                                        |
| No Escape                           | 2000             | Skjutspel                        | PC                           |                                                                   |
| Anarchy Online                      | 2001             | MMORPG                           | PC                           |                                                                   |
| Dreamfall: The Longest Journey      | 2006             | Äventyrsspel                     | PC, Xbox                     |                                                                   |
| Age of Conan: Hyborian Adventures   | 2008             | MMORPG                           | PC                           |                                                                   |
| Age of Conan: Rise of the Godslayer | 2010             | MMORPG                           | PC                           | Det första expansionspaketet för Age of Conan                     |
| The Secret World                    | 2012             | MMORPG                           | PC                           |                                                                   |
| Fashion Week Live                   | 2012             | Facebook spel                    | Facebook                     | Fashion based social game                                         |
| Pets vs. Monsters                   | 2012             | MMORPG                           | PC, Mac OS X                 |                                                                   |
| Lego Minifigures Online             | 2015             | MMORPG                           | PC, Android, iOS             | Utvecklat av Funcom Oslo                                          |
| The Park                            | 2015             | Äventyrsspel                     | PC, PS4, Xbox One            | Utvecklat av Funcom Oslo                                          |
| Hide and Shriek                     | 2016             | Flerspelarspel                   | PC                           | Utvecklat av Funcom North Carolina                                |
| Secret World Legends                | 2017             | MMORPG                           | PC                           | Utvecklat av Funcom North Carolina                                |
| Conan Exiles                        | 2018             | Överlevnad                       | PC, PS4, Xbox One            | Utvecklat av Funcom Oslo                                          |
| Mutant Year Zero: Road to Eden      | 2018             | Turordningsbaserade strategispel | PC, PS4, Xbox One            | Utvecklat av Bearded Ladies Consulting med Funcom som förläggare. |
| World Heroes CD                     | Avbrutet projekt | Fightingspel                     | Mega-CD                      |                                                                   |
| Midgard                             | Avbrutet projekt | MMORPG                           | PC                           |                                                                   |